# Elisávet Mystakidu
Elisávet Mystakidu (en griego: Ελισάβετ Μυστακίδου; Yanitsá, 14 de agosto de 1977) es una deportista griega que compitió en taekwondo.
Participó en los Juegos Olímpicos de Atenas 2004, obteniendo una medalla de plata en la categoría de –67 kg.
Ganó tres medallas de bronce en el Campeonato Mundial de Taekwondo entre los años 1993 y 2003, y dos medallas en el Campeonato Europeo de Taekwondo, oro en 2000 y plata en 2002.

## Palmarés internacional
| Juegos Olímpicos   | Juegos Olímpicos                  | Juegos Olímpicos  | Juegos Olímpicos |
| Año                | Lugar                             | Medalla           | Categoría        |
| ------------------ | --------------------------------- | ----------------- | ---------------- |
| 2004               | Atenas (Grecia)                   | Medalla de plata  | –67 kg           |
| Campeonato Mundial |                                   |                   |                  |
| Año                | Lugar                             | Medalla           | Categoría        |
| 1993               | Nueva York (Estados Unidos)       | Medalla de bronce | +70 kg           |
| 2001               | Jeju (Corea del Sur)              | Medalla de bronce | –72 kg           |
| 2003               | Garmisch-Partenkirchen (Alemania) | Medalla de bronce | –67 kg           |
| Campeonato Europeo |                                   |                   |                  |
| Año                | Lugar                             | Medalla           | Categoría        |
| 2000               | Patras (Grecia)                   | Medalla de oro    | –72 kg           |
| 2002               | Samsun (Turquía)                  | Medalla de plata  | –67 kg           |